# Fußball-Bezirksliga Cottbus 1953/54
Die Fußball-Bezirksliga Cottbus 1953/54 war die zweite Spielzeit der vom Bezirksfachausschuss (BFA) Fußball Cottbus durchgeführten Fußball-Bezirksliga Cottbus. Erneut wurde die diesjährige Bezirksliga Cottbus im Rundenturnier mit zwölf Mannschaften ausgetragen. Der Aufsteiger BSG Chemie Weißwasser-West setzte sich mit vier Punkten vor der BSG Chemie Schwarzheide durch und wurde Bezirksmeister. Dadurch qualifizierte sich der Verein für die DDR-Fußball-Liga 1953/54, durch die Aufstockung der DDR-Fußball-Liga zur kommenden Spielzeit gab es in diesem Jahr keine Aufstiegsrunde, sondern alle Bezirksmeister waren direkt für diese qualifiziert. Am Saisonende musste die BSG Einheit Spremberg absteigen, im Gegenzug stiegen die BSG Aktivist Lauchhammer-West (Staffel West) und die BSG Einheit Hoyerswerda (Staffel Ost) auf.

## Abschlusstabelle
| Pl. | Mannschaft                     | Sp. | S  | U | N  | Tore    | Quote | Punkte |
| --- | ------------------------------ | --- | -- | - | -- | ------- | ----- | ------ |
| 1.  | BSG Chemie Weißwasser-West (N) | 22  | 13 | 5 | 4  | 046:350 | 1,31  | 31:13  |
| 2.  | BSG Chemie Schwarzheide        | 22  | 12 | 3 | 7  | 046:420 | 1,10  | 27:17  |
| 3.  | BSG Lokomotive Cottbus         | 22  | 12 | 2 | 8  | 044:340 | 1,29  | 26:18  |
| 4.  | BSG Aktivist Senftenberg (M)   | 22  | 9  | 6 | 7  | 044:380 | 1,16  | 24:20  |
| 5.  | BSG Aktivist Welzow            | 22  | 9  | 6 | 7  | 045:410 | 1,10  | 24:20  |
| 6.  | BSG Aktivist Lauchhammer-Ost   | 22  | 9  | 6 | 7  | 038:390 | 0,97  | 24:20  |
| 7.  | BSG Fortschritt Forst          | 22  | 7  | 9 | 6  | 036:340 | 1,06  | 23:21  |
| 8.  | BSG Einheit Cottbus a          | 22  | 9  | 3 | 10 | 045:520 | 0,87  | 21:23  |
| 9.  | BSG Aktivist Laubusch          | 22  | 7  | 5 | 10 | 055:500 | 1,10  | 19:25  |
| 10. | BSG Fortschritt Guben          | 22  | 8  | 3 | 11 | 047:480 | 0,98  | 19:25  |
| 11. | BSG Motor Finsterwalde-Süd (N) | 22  | 7  | 4 | 11 | 039:470 | 0,83  | 18:26  |
| 12. | BSG Einheit Spremberg (A)      | 22  | 2  | 4 | 16 | 023:480 | 0,48  | 08:36  |

| (M) Bezirksmeister der Vorsaison             |
| (A) Absteiger aus der DDR-Liga 1952/53       |
| (N) Aufsteiger aus der Bezirksklasse 1952/53 |

## Kreuztabelle
Die Kreuztabelle stellt die Ergebnisse aller Spiele dieser Saison dar. Die Heimmannschaft ist in der linken Spalte aufgelistet und die Gastmannschaft in der obersten Reihe.
| Bezirksliga Cottbus 20. September 1953 – 21. März 1954 | Bezirksliga Cottbus 20. September 1953 – 21. März 1954 | BSG Chemie Weißwasser-West | BSG Chemie Schwarzheide | BSG Lokomotive Cottbus | SFB | BSG Aktivist Welzow | LH  | BSG Fortschritt Forst | CB  | BSG Aktivist Laubusch | BSG Fortschritt Guben | BSG Motor Finsterwalde-Süd | SPB     |
| ------------------------------------------------------ | ------------------------------------------------------ | -------------------------- | ----------------------- | ---------------------- | --- | ------------------- | --- | --------------------- | --- | --------------------- | --------------------- | -------------------------- | ------- |
| 01.                                                    | BSG Chemie Weißwasser-West                             |                            | 1:6                     | 3:2                    | 3:1 | 3:2                 | 3:0 | 1:1                   | 4:1 | 2:2                   | 2:2                   | 4:0                        | 1:0     |
| 02.                                                    | BSG Chemie Schwarzheide                                | 2:1                        |                         | 3:1                    | 0:2 | 2:0                 | 4:1 | 1:1                   | 4:3 | 0:5                   | 4:2                   | 3:2                        | 4:1     |
| 03.                                                    | BSG Lokomotive Cottbus                                 | 0:1                        | 5:2                     |                        | 1:1 | 4:1                 | 3:1 | 1:0                   | 3:1 | 3:0                   | 4:3                   | 0:2                        | [ C 1 ] |
| 04.                                                    | BSG Aktivist Senftenberg                               | 1:2                        | 1:0                     | 1:1                    |     | 3:3                 | 3:3 | 0:0                   | 1:3 | 1:4                   | 4:0                   | 6:1                        | 2:2     |
| 05.                                                    | BSG Aktivist Welzow                                    | 3:3                        | 7:0                     | 4:1                    | 3:1 |                     | 1:3 | 1:1                   | 4:2 | 3:3                   | 0:0                   | 3:2                        | 3:2     |
| 06.                                                    | BSG Aktivist Lauchhammer-Ost                           | 2:0                        | 0:0                     | 1:0                    | 0:1 | 0:0                 |     | 2:2                   | 3:2 | 3:2                   | 2:1                   | 1:1                        | 2:0     |
| 07.                                                    | BSG Fortschritt Forst                                  | 2:3                        | 2:0                     | 3:2                    | 3:2 | 5:1                 | 3:1 |                       | 1:2 | 3:3                   | 2:2                   | 1:0                        | 1:1     |
| 08.                                                    | BSG Einheit Cottbus                                    | 4:2                        | 1:1                     | 2:0                    | 0:3 | 2:1                 | 5:3 | 1:1                   |     | 3:4                   | 1:3                   | 2:0                        | 3:2     |
| 09.                                                    | BSG Aktivist Laubusch                                  | 1:2                        | 2:3                     | 2:3                    | 1:3 | 2:3                 | 2:2 | 5:1                   | 6:3 |                       | 3:2                   | 1:2                        | 1:2     |
| 10.                                                    | BSG Fortschritt Guben                                  | 1:2                        | 3:2                     | 1:2                    | 5:1 | 2:0                 | 3:1 | 2:1                   | 1:2 | 5:1                   |                       | 0:2                        | 5:1     |
| 11.                                                    | BSG Motor Finsterwalde-Süd                             | 2:2                        | 1:3                     | 1:3                    | 2:3 | 0:2                 | 3:4 | 3:2                   | 3:0 | 1:1                   | 6:3                   |                            | 2:2     |
| 12.                                                    | BSG Einheit Spremberg                                  | 0:0                        | 0:2                     | 1:5                    | 1:3 | [ C 2 ]             | 0:3 | [ C 3 ]               | 2:2 | 0:4                   | 5:1                   | 1:3                        |         |

1. ↑  BSG Lokomotive Cottbus – BSG Einheit Spremberg 1:2 (4. Spieltag); Wertung: 2:0 Punkte 0:0 Tore für Cottbus.
2. ↑  BSG Einheit Spremberg – BSG Aktivist Welzow 4:2 (5. Spieltag); Wertung: 2:0 Punkte 0:0 Tore für Welzow.
3. ↑  BSG Einheit Spremberg – BSG Fortschritt Forst 2:0 (7. Spieltag); Wertung: 2:0 Punkte 0:0 Tore für Forst.

In allen drei Spielen wirkten die Spieler Zensler und Woschesch unberechtigt mit. Sie hatten sich bei Spremberg mit gefälschten Spielerpässen ausgewiesen und wurden anschließend für ein Jahr gesperrt. Die Spiele sollten ursprünglich wiederholt werden, wurden aber am Saisonende für Einheit Spremberg als verloren gewertet.

## Bezirksliga-Relegation
In der Bezirksliga-Relegation ermittelten der Vorletzte der Bezirksliga und die beiden Zweiten der Bezirksklasse den Qualifikanten für die folgende Bezirksligasaison.

### Abschlusstabelle
| Pl. | Mannschaft                                   | Sp. | S | U | N | Tore    | Quote | Punkte |
| --- | -------------------------------------------- | --- | - | - | - | ------- | ----- | ------ |
| 1.  | BSG Motor Finsterwalde-Süd (11. Bezirksliga) | 4   | 2 | 2 | 0 | 014:600 | 2,33  | 06:20  |
| 2.  | BSG Traktor Herzberg (2. Bezirksklasse West) | 3   | 1 | 2 | 0 | 009:400 | 2,25  | 04:20  |
| 3.  | BSG Einheit Forst (2. Bezirksklasse Ost)     | 3   | 0 | 0 | 3 | 002:150 | 0,13  | 0:60   |

### Kreuztabelle
Die Kreuztabelle stellt die Ergebnisse aller Spiele dieser Aufstiegsrunde dar. Die Heimmannschaft ist in der linken Spalte aufgelistet und die Gastmannschaft in der obersten Reihe.
| Bezirksliga-Relegation 28. April 1954 – 4. Juli 1954 | Bezirksliga-Relegation 28. April 1954 – 4. Juli 1954 | BSG Motor Finsterwalde-Süd | BSG Traktor Herzberg | BSG Einheit Forst |
| ---------------------------------------------------- | ---------------------------------------------------- | -------------------------- | -------------------- | ----------------- |
| 1.                                                   | BSG Motor Finsterwalde-Süd                           |                            | 3:3                  | 6:1               |
| 2.                                                   | BSG Traktor Herzberg                                 | 1:1                        |                      | 5:0               |
| 3.                                                   | BSG Einheit Forst                                    | 1:4                        | :                    |                   |